# Сан-Валентино-Торио
Сан-Валентино-Торио (итал. San Valentino Torio) — коммуна в Италии, располагается в регионе Кампания, в провинции Салерно.
Население составляет 9258 человек, плотность населения составляет 1029 чел./км². Занимает площадь 9 км². Почтовый индекс — 84010. Телефонный код — 081.
Покровителем коммуны почитается святой Валентин Интерамнский. Праздник ежегодно празднуется 14 февраля.